# Alfred Tessier
Alfred Tessier, né le 10 août 1827 à la Suze-sur-Sarthe (Sarthe) et mort en 1903, est un architecte diocésain en fonction à partir de 1851, à qui sont dues une trentaine d'églises dans le Maine-et-Loire sans compter les rénovations partielles et quelques édifices civils.

## Biographie
Alfred Tessier, est le fils de Pierre Tessier, marchand tailleur, et d'Anne Marguerite Le Batteux, mariés en 1824 à Pontlieue. Époux de Marie-Élisabeth-Julie Gaillard, morte à Beaupréau le 20 septembre 1880, il a eu pour associé et successeur son fils aîné, Alfred-Marie-Léopold, né à Sainte-Croix du Mans le 16 janvier 1854 et mort le 28 janvier 1908 au Fief-Sauvin. Il est parfois difficile de distinguer leurs œuvres personnelles. Son second fils, Jules Tessier, devient également architecte à Mayenne, auteur, entre autres, des églises de Denazé et de Saint-Sylvain-d'Anjou.

## Architecte
Élève de l'abbé Tournesac, du Mans, après avoir été inspecteur des édifices diocésains du Mans à partir de 1851, Alfred Tessier s'établit à Beaupréau et devient l'un des pionniers de l'art néo-gothique en Anjou où, sous l'impulsion de MgrAngebault puis de MgrFreppel, il va reconstruire plus de 150 églises endommagées durant la Révolution ou considérées comme trop exiguës compte-tenu de l'évolution de la population locale dans la seconde moitié du XIXe siècle, ces anciens bâtiments étant jugés sévèrement à l'époque du point de vue esthétique. En 1864, à propos de l'ancienne église d'Angrie, Mgr Angebault déclare : « l'absence de tout caractère architectural ne laisse place à aucun regret sous le rapport de l'art ».
Selon Guy Massin Le Goff, conservateur départemental des antiquités et objets d'art du Maine-et-Loire : « l'église était alors reconstruite certes parce que la Révolution l'avait endommagée mais surtout parce que malgré les réparations opérées, elle gardait toujours son caractère d'origine, pauvret et de peu de grandeur. Cependant, on la voulait belle, claire, élancée et bien visible ; on voulait en être fier et les évêques comme les maires, le conseil départemental des bâtiments civils et les érudits ont encouragé ce grand mouvement de reconstruction, soulevant l'enthousiasme des populations ».
Dans une lettre adressée aux Annales archéologiques en 1854, Alfred Tessier livre son opinion en architecture religieuse : « Ma prédilection marquée pour le style ogival du commencement du XIIIe siècle a été récompensée par de nombreux et importants travaux, qui me permettent chaque jour de mettre à exécution des projets dans ce style favori. Tous les projets que j'ai présentés pour ces églises et ces monastères ont été composés sous l'influence de monuments analogues de l'époque de Saint Louis ».
Ces nouvelles églises, de style néogothique emprunté à l'art du XIIIe siècle, présentent généralement un plan identique avec nef unique et clocher en façade, tout en laissant l'architecte décliner des propositions variées de décor et de forme. Pour la réalisation des sculptures, l'atelier de François Biron, installé avenue Gambetta à Cholet, est largement employé entre 1874 et le début des années 1900.

## Principales réalisations
Parmi les réalisations d'Alfred Tessier, dont plusieurs sont classées au titre des monuments historiques, on peut citer :
- l'église, le presbytère et la chapelle du Chêne-Rond au Puy-Saint-Bonnet (1851,1857,1858) ;
- l'église de Toutlemonde (1856)[6] ;
- l'église paroissiale Sainte-Thérèse d'Angers (1857-1862) [7] ;
- l'église Notre-Dame de Beaupréau (1857-1863), monument historique depuis le 1er septembre 2006 [8] ;
- l'église Saint-Aubin de Chambellay (1858), achevée en 1861 par l'architecte Prosper Le Mesle (1823-1912) et sauvée de la destruction par un référendum local en 2004 [9] ;
- l'église Notre-Dame de Drain (1859-1875) ;
- la nef de l'église Saint-Martin-de-Vertou de Cré-sur-Loir (1861) ;
- le chœur de l'église Saint-Pierre-aux-Liens de Gesté (1862-1867), détruit en 2013 [10] ;
- la nef (1863) et le clocher (1872) de l'église Saint-Martin-de-Vertou des Cerqueux-sous-Passavant ;
- le chœur de l'église Saint-Victor de La Pouëze (1865) [11] ;
- l'église Sainte-Gemmes de Sainte-Gemmes-d'Andigné (1865) [12] ;
- l'église Saint-Martin de La Salle-de-Vihiers (1866-1867) avec sa charpente métallique et le couvent des filles de la Charité du Sacré-Cœur-de-Jésus, dit couvent la Communauté (1868) ;
- la mairie-école de Villedieu-la-Blouère (1868) ;
- l'église de Tillières (1869) ;
- l'église et le presbytère de Marans (1870-1873) [13] ;
- la chapelles de l'Immaculée-Conception, du jardin des sœurs de Saint-Macaire-en-Mauges (1874) ;
- la chapelle de Toutes-Aides à Maulévrier (1874) [14] ;
- l'église Saint-Nicolas de Vihiers (1874) [15];
- l'église Notre-Dame du Fief-Sauvin (1874), détruite en 1997 ;
- l'église de Villeneuse (1874) ;
- l'église Saint-Gervais et Saint-Protais de Vern-d'Anjou (1875), décrite à l'époque dans la Semaine religieuse du diocèse d'Angers comme « l'une des plus splendide que l'on puisse voir aujourd'hui en Anjou » ce qui la fera appeler « la cathédrale du Segréen » [16] ;
- l'église de Neuvy-en-Mauges (1875) ;
- l'église Saint-Christophe du Puiset-Doré (1874-1876) ;
- l'église Saint-Cyr et Sainte-Judith de Somloire (1876-1877) [17] ;
- le chœur avec flèche (déposée début XXIe siècle) de l'église Saint-Martin-de-Joué[18] (ajout de 1877) à Valanjou[N 1] ;
- l'église Notre-Dame de Cholet (1879-1885), monument historique depuis le 1er juillet 1999 [19] ;
- l'abbatiale de Bellefontaine (1879) ;
- l'église de Saint-Lambert-du-Lattay (1880-1883) ;
- l'église Saint-Pierre de Cholet (1885-1898), par les architectes Tessier père et fils ;
- l'église Saint-Pierre de Tancoigné (1886) [20] ;
- l'église Saint-Hilaire de Nueil-sur-Layon (1887-1888) [21] ;
- les chœur, transepts et clocher de l'église Saint-Pierre du Voide (1889) [22] ;
- l'église de Notre-Dame des Gardes (1893) ;
- l'église Saint-Martin de Beaupréau (1894) ;
- l'église de Saint-Laurent-de-la-Plaine (1896) ;
- l'église de Sainte-Christine (1897) ;
- la reconstruction partielle de l'église de Notre-Dame-d'Allençon (1900).